# Bruchermühle

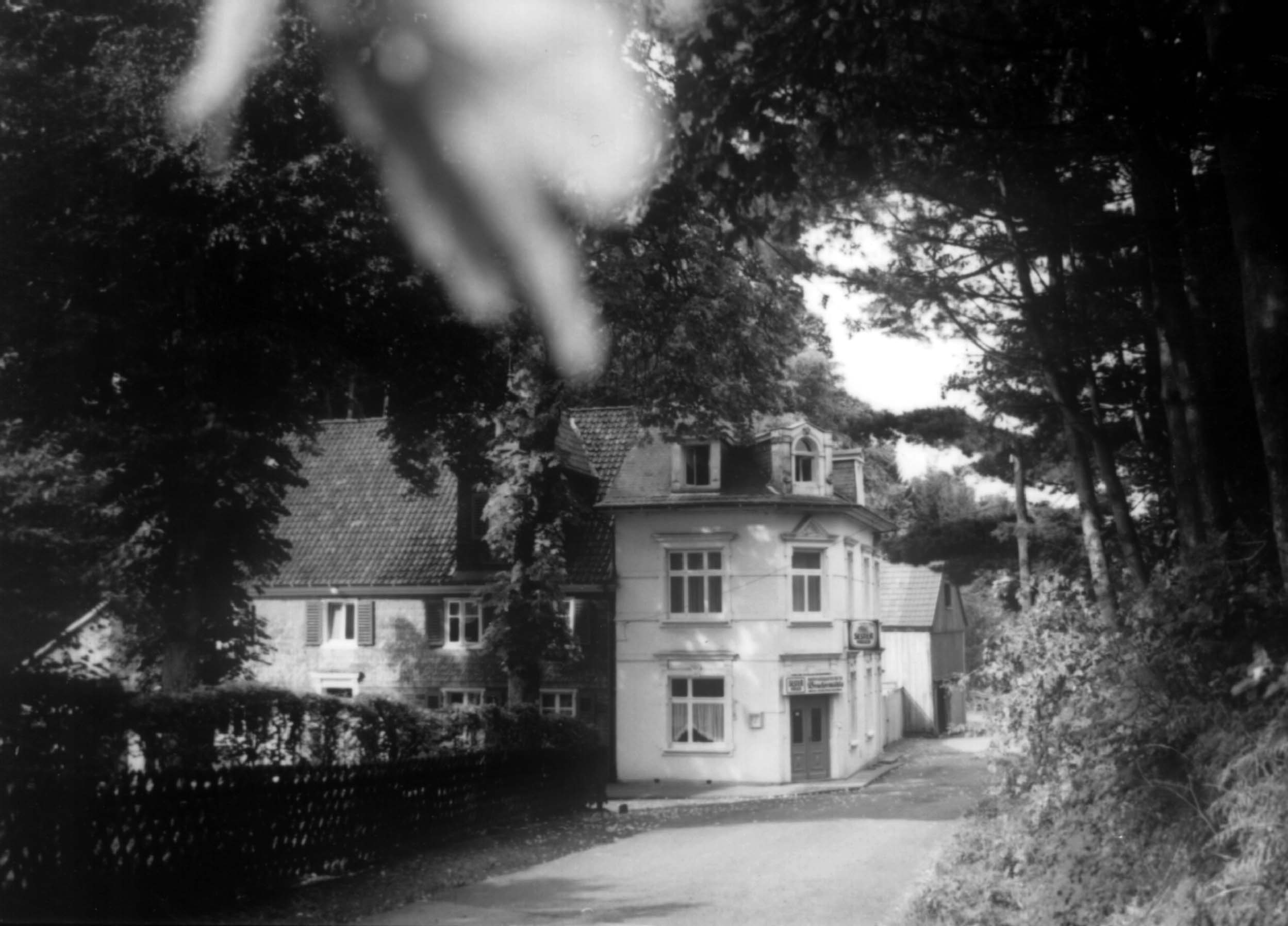
Ehemaliges Ausflugsrestaurant Bruchermühle vor 1970

Die Bruchermühle liegt in Burscheid im Bergischen Land in Nordrhein-Westfalen, nördlich von Hilgen, südwestlich von Ellinghausen und östlich von Groß Bruch. Sie ist ein eingetragenes Denkmal.

## Geschichte
1663, am 20.5., heißt es im Burger Lagerbuch:

„Ferner hatt mein gnedigster Herr gnedigst bewilliget daß Jacob Zum Brache im Ambt Mißenlohe und Kirspel Burscheid auf sein eigen grundt und auf das Seiffgen so unter den Brucher Hofe hehr und langs Ihrere Hochfürstl. Durchlt. Busch das Hülferscheidt genant herfließet Zu sein und seiner Nachbaren behuff eine Mahlmülle erbawen möge und darab Jährlichß in die Kellnerey Burgh auf martini vor eine erkentnuß lieffern solle ein und ein halb Malter roggen Burg maßen.“

In der Ploennies-Karte, Blatt Amt Miselohe, von 1715 ist die Mühle eingetragen.
Im Jahr 1730 nimmt Peter Busch teil an der Eventual-Erbhuldigung in Wermelskirchen als Besitzer von Ländereien in der Niederhonschaft.
Peter Buschs Erben, haben 1740 in der Niederhonschaft Wermelskirchen Ländereien, sie zahlen 159 Taler 21 Stüber und neun Heller an Schatzgeld.
1794 zahlt Heinrich Bruchhaus zu den Kriegskosten der Niederhonschaft.
1803 wird ein Zeugnis über die schlechte Wasserführung für die Mühle von Scheffe Urbahn, Vorsteher Gerhards, als Zeugen Pet.Joh.Steffens, Joh. Mel. Reininghaus, Joh. Mebus, Pet. Joh. Schmitz, Joh. Becker ausgestellt.
Christian Richtstein beschwert sich 1805 über die Burger Wassererkenntnis von 1,5 Malter Hafer mit Bitte um Reduzierung auf 1/2. Am 9. September 1805 befürwortet Rat Deyks die Reduzierung auch mit einem Auszug aus dem Burger Lagerbuch von 1663. Das Gesuch wird abgelehnt.
Im Urkataster von 1828 bis 1830 besitzt Johann Peter Klein, Müller, die Mühle.
Im Jahr 1853 ist Robert Ludwigs Eigentümer oder Pächter der Mühle, allerdings hat er keine Mühlenkonzession. 1863 geht die Mühle an die Familie Rübenstrunk, dessen Familie sie noch bis in die 1990er Jahre besaß.